# Heinrich August Wilhelm Meyer
Heinrich August Wilhelm Meyer (* 10. Januar 1800 in Gotha; † 21. Juni 1873 in Hannover) war ein lutherischer deutscher Geistlicher und Theologe.

## Leben
Meyer war Sohn des herzoglichen Hofschuhmachers Johann Nikolaus Meyer. Er besuchte das Gothaer Gymnasium illustre, an dem unter anderen Friedrich Wilhelm Döring, Johann Georg August Galletti, Friedrich August Ukert und Valentin Rost zu seinen Lehrern gehörten. Nach dem Schulabschluss 1818 ging er zum Studium der Theologie an die Universität Jena, absolvierte dort jedoch auch philologische, philosophische und historische Studien. Bereits 1820 musste er die Universität aus finanziellen Gründen verlassen, bestand aber in der Folgezeit die theologischen Examina mit guten Leistungen. Er wurde zunächst Hauslehrer in einem Internat in Grone bei Göttingen. Im Dezember 1822 wurde er Pfarrer bei St. Jakobus in Osthausen. In dieser Zeit konnte er seine theologischen Studien fortsetzen.
Meyer heiratete die Tochter des Leiters des Internats in Grone und wollte entsprechend in den Dienst der Landeskirche Hannover übertreten. Damit beabsichtigt war auch ein Einsatzort, der näher an der Bibliothek und am Verlag in Göttingen lag. Bereits 1827 bestand er in Hannover das notwendige Kolloquium. 1830 wurde er in den Dienst der Landeskirche gestellt und bekam 1831 die Pfarrstelle in Harste übertragen. In dieser Zeit begann er seinen Kritisch-exegetischen Kommentar über das Neue Testament herauszugeben. Von 1837 bis 1841 hatte er als Superintendent die Stelle in Hoya inne. Trotzdem setzte er sein Kommentarprojekt fort.
Meyer erhielt 1841 einen Ruf auf eine Professur der Theologie an die Universität Gießen, den er jedoch ablehnte. Stattdessen erfolgte die Ernennung zum Superintendenten und Pastor primarius an der Neustädter Hof- und Stadtkirche St. Johannis in Hannover und damit verbunden, die Berufung als Konsistorialrat ins Konsistorium der Landeskirche. Die Theologische Fakultät der Universität Göttingen verlieh ihm 1845 die Ehrendoktorwürde (Dr. theol. h.c.). Im Jahr 1846 nahm er in Berlin an der Konferenz Teil, aus der sich schließlich die Deutsche Evangelische Kirchenkonferenz entwickelte.
Meyer erkrankte 1846 jedoch schwer, weshalb er auf eigenes Bitten von den Ämtern als Pastor und Superintendent und den damit verbundenen Belastungen entbunden wurde und nur noch im Konsistorium tätig war. Sein außergewöhnliches Arbeitspensum, das die parallele Arbeit im Kirchendienst und an der Wissenschaft erforderte, musste er in der Folgezeit einschränken. Meyer war, auch aufgrund seines herausragenden Wissens, regelmäßig als Prüfer mit den theologischen Examensprüfungen betraut und wurde 1861 zum Oberkonsistorialrat ernannt. Am 1. Oktober 1865 erfolgte seine Emeritierung. Er blieb bis zu seinem Tod in Hannover und wurde dort beigesetzt.  
Der Gründer des Bibliographischen Instituts Joseph Meyer war sein Bruder.

## Werke (Auswahl)
- Das Neue Testament Griechisch nach den besten Hülfsmitteln kritisch revidirt mit einer neuen Deutschen Übersetzung, Vandenhoeck & Ruprecht, Göttingen 1829.
- Libri symbolici ecclesiae lutheranae, Vandenhoeck & Ruprecht, Göttingen 1830.
- Kritisch-exegetischer Kommentar über das Neue Testament (KeK), 16 Bände, Vandenhoeck & Ruprecht, Göttingen, 1. Auflage 1832–1859 (bis heute herausgegeben).
  - englische Übersetzung: Critical and exegetical commentary of the New Testament, Edinburgh 1873–1885.